# Butcho Vukovic
Pour les articles homonymes, voir Vukovic.
 (septembre 2018).
Butcho « Bob » Vuković (aka El Butcho), né le 5 septembre 1968 à Paris, est un auteur-compositeur-interprète de metal et hard rock français. 

## Biographie
D'origine serbe, il est le chanteur et fondateur (avec Frédéric Duquesne) du groupe de Neo Metal Watcha. Il est également le chanteur et fondateur du groupe Last Temptation, avec le guitariste Peter Scheithauer.

## Discographie

### Watcha
- 1998 : Watcha
- 2000 : Veliki Cirkus
- 2003 : Mutant
- 2005 : Phénix
- 2007 : Falling by The Wayside

### Rednekk Rampage
- 2011 : All Night Long (Demo)

### Hellectrokuters
- 2011 : Rock'n'Roll Beggars
- 2017 : Round Two

### Showtime Tribute hard Rock 80
- DVD Live

### Pleasure Addiction
- 2012 : InDependence
- 2015 : Extra Balls

### Yann Armellino & El Butcho
- 2016 : Better Ways
- 2018 : 17

### Last temptation
- 2019 : Last Temptation[3]